# Pedagoog

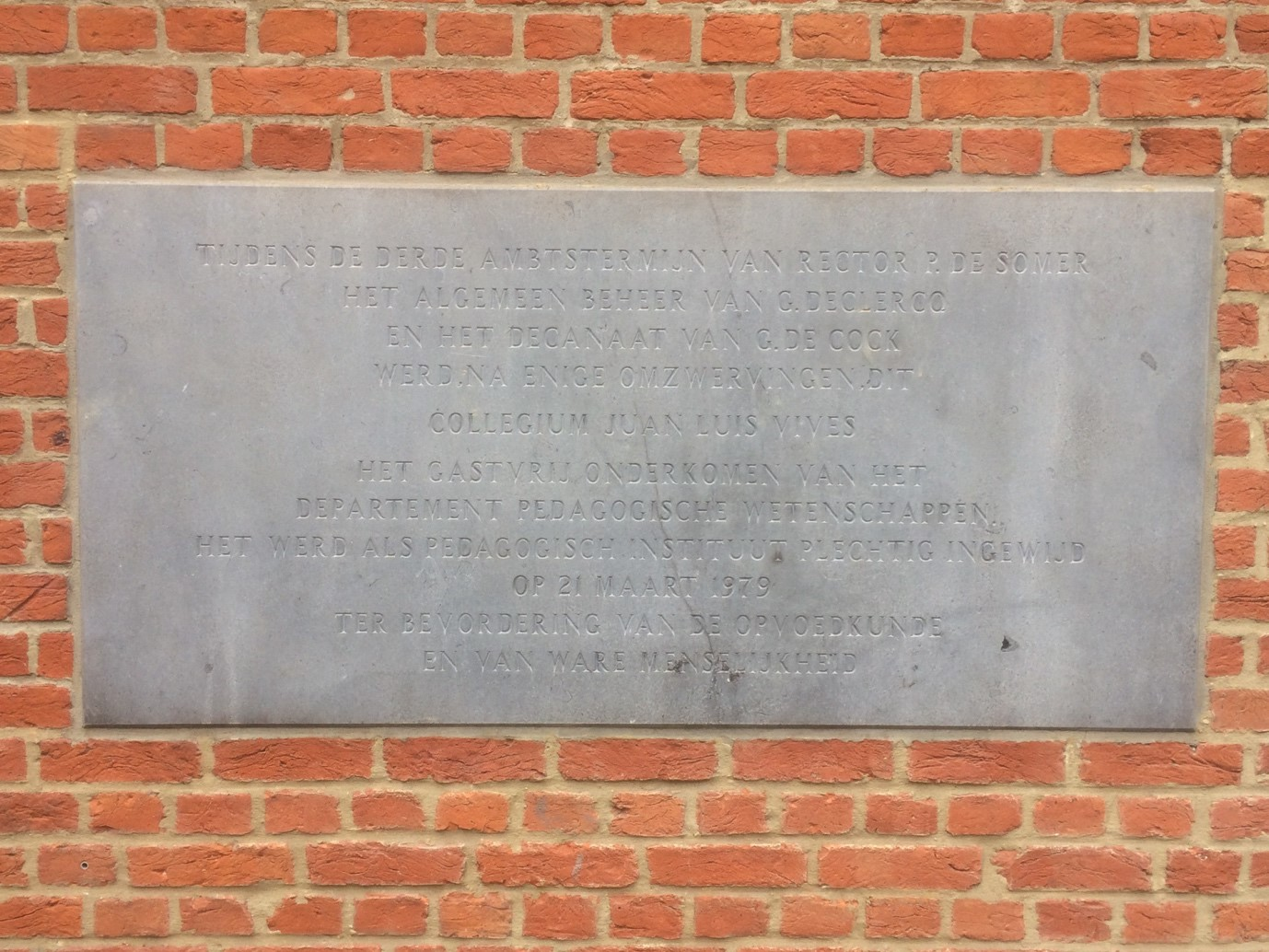
Inhuldigingsplakkaat van het Pedagogisch Instituut te Leuven ‘ter bevordering van de opvoedkunde en van ware menselijkheid’ © Pieter Verstraete

Een pedagoog is iemand die zich bezighoudt met pedagogiek, oftewel zich op een professioneel-wetenschappelijke manier bezighoudt met opvoeding, onderwijs en vorming, alsook de pedagogische theorie. De term ‘pedagoog’ wordt in principe gebruikt voor iemand die een van de mogelijke afstudeerrichtingen binnen de master Pedagogische Wetenschappen succesvol heeft afgerond.

## Etymologie
De term pedagoog is afgeleid van het oud-Griekse woord ὁ παιδαγωγός (ho paidagogos). Deze term verwees oorspronkelijk naar de slaaf die het kind van het huis waar hij/zij woonde naar de school bracht.
De term ‘pedagoog’ komt niet in alle talen voor en wanneer men de term in een andere taal gebruikt, heeft die vaak een andere betekenis. In het Frans bijvoorbeeld kent men weliswaar de term ‘pédagogue’, maar als men het over de wetenschappelijke opleiding spreekt, heeft men het over ‘sciences de l’éducation’.

## Pedagogische Wetenschappen

### Geschiedenis
Hoewel de wetenschappelijke interesse in opvoedkundige en onderwijskundige fenomenen natuurlijk al veel langer in de tijd teruggaat, werden de eerste universitaire leerstoelen pedagogiek pas aan het einde van de 18de eeuw ingericht. De eerste leerstoel pedagogiek werd in 1779 (Duitsland, Halle) ingericht. Deze leerstoel werd bekleed door Ernst Christian Von Trapp.
In Vlaanderen kregen de universitaire opleidingen pedagogiek vorm aan het begin van de 20ste eeuw. Zowel aan de UGent als aan de KU Leuven ontstonden in de jaren '20 binnen de Faculteiten voor Letteren en Wijsbegeerte zogenaamde instituten voor opvoedkunde. Deze instituten groeiden uit tot afzonderlijke Faculteiten Psychologie en Pedagogische Wetenschappen (UGent: 1969/KU Leuven: 1968).

### Subdisciplines
De pedagogische wetenschappen zijn sinds het ontstaan ervan aan het einde van de 18de eeuw uitgegroeid tot een aantal deeldisciplines die elk hun eigen accenten leggen met betrekking tot de doelgroep waar ze zich mee bezig houden alsook de methodes die ze hanteren om aan het wetenschappelijk onderzoek vorm te geven.
Traditioneel wordt een onderscheid gemaakt tussen een drietal deeldisciplines: onderwijskunde, orthopedagogiek en sociale pedagogiek.
- Onderwijskunde/onderwijswetenschappen
- (Klinische) orthopedagogiek
- Sociale pedagogiek
- Vormingswetenschappen

Door een aantal recente ontwikkelingen is de traditionele afbakening tussen deze subdisciplines op losse schroeven komen te staan. Enerzijds doet zich een tendens voor waarbij gewezen wordt op het feit dat deze subdisciplines vaak overlap met elkaar vertonen. Anderzijds doet er zich een beweging voor die bepaalde subdisciplines – zoals de orthopedagogiek – een speciaal statuut geeft. 

### Opleidingen
De opleiding kan in België en Nederland in de volgende universiteiten worden gevolgd:
- Katholieke Universiteit Leuven
- Universiteit Gent
- Universiteit Leiden
- Radboud Universiteit Nijmegen
- Universiteit Utrecht
- Erasmus Universiteit Rotterdam
- Vrije Universiteit Amsterdam
- Universiteit van Amsterdam
- Vrije Universiteit Brussel

## Bekende pedagogen
- Gert Biesta (1957)
- Koen Daniëls (1978)
- John Dewey (1859–1952)
- Desiderius Erasmus (±1467–1536)
- Célestin Freinet (1896–1966)
- Wilhelm von Humboldt (1767–1835)
- Janusz Korczak (1878/1879–1942)
- Bas Levering (1947)
- Maria Montessori (1870–1952)
- Johann Heinrich Pestalozzi (1746–1827)
- Jean-Jacques Rousseau (1712–1778)
- Rudolf Steiner (1861–1925)
- Annemie Struyf (1961)
- Dirk Van Damme (1956)
- Bruno Vanobbergen (1972)
- Micha de Winter (1951)